# Liste der Monuments historiques in Gugnécourt
Die Liste der Monuments historiques in Gugnécourt führt die Monuments historiques in der französischen Gemeinde Gugnécourt auf.

## Liste der Objekte
| Bezeichnung                   | Beschreibung                          | Standort                                      | Kennzeichnung | Schutzstatus | Datum | Bild |
| ----------------------------- | ------------------------------------- | --------------------------------------------- | ------------- | ------------ | ----- | ---- |
| Skulptur Unterweisung Mariens | Holz, farbig gefasst, 17. Jahrhundert | in der Kirche Assomption-de-Notre-Dame (Lage) | PM88000435    | Classé       | 1980  |      |